# Herbert III. od Omoisa
Herbert III. (francuski: Héribert III d'Omois; 910./926. – 983./985.), poznat i kao Herbert Stariji (Héribert le Vieux), bio je francuski plemić, grof Omoisa, Troyesa i Meauxa.
Njegov otac je bio grof Herbert II. od Vermandoisa (? – 943); majka mu je bila grofica Adela, kći kralja Roberta I. Nakon očeve smrti, Herbert III. je naslijedio tvrđavu Château-Thierry i opatiju Saint-Médard.
God. 951. Herbert je oteo iz samostana u Laonu bivšu kraljicu Zapadne Franačke, Eadgifu, majku kralja Luja IV. te ju je oženio; par je bio bez djece. Kralju Luju se taj brak nije svidio. Budući da Herbert nije imao djece, naslijedili su ga njegovi nećaci, Odo I. od Bloisa i Herbert III. od Meauxa.